# Rutherglen (stacja kolejowa)
Rutherglen (ang: Rutherglen railway station) – stacja kolejowa w Rutherglen, w hrabstwie South Lanarkshire, w Szkocji, w Wielkiej Brytanii. Położona jest na Argyle Line. Stacja jest obsługiwana przez jeden peron wyspowy, połączone z ulicą przez kładkę nad torami. Zamknięty peron wyspowy, który znajduje się na West Coast Main Line, który wcześniej był używany przed linią Argyle został ponownie otwarty, choć nie jest już dostępny dla pasażerów.

## Historia
Oryginalną stację Rutherglen otwarto na Caledonian Railway, linii do Glasgow w dniu 1 czerwca 1849 roku. Ta stacja została zastąpiona w dniu 31 marca 1879 przez nowy dworzec znajdujący się około 765 m na wschód od oryginalnej stacji.
Połączenia na Glasgow Central Railway rozpoczęły działalność z dniem 1 listopada 1895 roku. Zostały wycofane w ramach Beeching Axe w dniu 5 października 1964 roku.
Na przełomie 2007/08 z usług stacji skorzystało 0,614 mln pasażerów.